# 小坂井敏晶
小坂井 敏晶（こざかい としあき、1956年 - ）は、日本の社会心理学者。パリ第8大学心理学部准教授を務めた。
フランスの大学に学び博士号を取得、在仏し社会心理学を研究。新たな視点での日本人論、共同体論を構築する。著書に『民族という虚構』(2002年)、『人が人を裁くということ』(2011年)などがある。

## 来歴
愛知県生まれ。名古屋の高校から2浪して1977年に早稲田大学文学部に入る。高校時代から陸上ホッケーに熱中し、ホッケーをやるため大学に入ったが日本代表選手になれず、次の目標を見つける目的で1978年から1979年にかけてユーラシア大陸を放浪。1979年から1980年にかけて、日仏技術通訳としてアルジェリアに滞在。1981年、大学を除籍となり渡仏。カーン大学歴史学部で学んだ後、1994年、社会科学高等研究院修了、社会心理学博士。高等研究院ではセルジュ・モスコヴィッシに師事。1994年、フランス国立リール第三大学准教授、2002年パリ第８大学に異動。2022年退官。パリ西郊外サンジェルマン・アン・レー在住。

## 著書
- Les Japonais sont-ils des Occidentaux? Sociologie d'une acculturation volontaire, L'Harmattan, 1991
- 『異文化受容のパラドックス』朝日新聞社・朝日選書、1996年
- L'étranger, l'identité. Essai sur l'intégration culturelle, Payot, 2000（イタリア語訳：Lo straniero, l’identità. Saggio sull’integrazione culturale, Borla, 2002）
- 『民族という虚構』東京大学出版会、2002年（韓国語訳2003、台湾語部分訳）。増補版 ちくま学芸文庫 2011年
- 『異邦人のまなざし 在パリ社会心理学者の遊学記』現代書館、2003年
- 『責任という虚構』東京大学出版会、2008年。増補版 ちくま学芸文庫 2020年
- 『人が人を裁くということ』岩波新書、2011年
- 『社会心理学講義　＜閉ざされた社会＞と＜開かれた社会＞』筑摩書房・筑摩選書 2013年
- 『答えのない世界を生きる』祥伝社、2017年 （韓国語訳2018）
- 『神の亡霊　近代という物語』東京大学出版会、2018年
- 『格差という虚構』ちくま新書、2021年
- 『矛盾と創造――自らの問いを解くための方法論』祥伝社、2023年

## 執筆分担
- "Histoire d’un monde lointain", in J. Pérez Siller (Ed), La "Découverte" de l’Amérique? Les regards sur l’autre à travers les manuels scolaires du monde, L’Harmattan/Georg-Eckert-Institut, 1992.
- "Les regards sur l’Autre : esquisse d’atlas des discours scolaires" (avec J. Pérez Siller), in J. Pérez Siller (Ed), La "Découverte" de l’Amérique?, op. cit.
- "Où est la mémoire collective ? Réflexion sur le statut ontologique du phénomène collectif" in  S. Laurens & N. Roussiau (Eds). La mémoire sociale. Identités et représentations sociales, Presses Universitaires de Rennes, 2002.
- 「開かれた国家理念が秘める閉鎖機構　フランス同化主義をめぐって」、石井洋二郎/工藤庸子編『フランスとその＜外部＞』東京大学出版会、2004年。
- "Conformisme" in S. Mesure & P. Savidan (Eds), Le dictionnaire des sciences humaines,  PUF, 2006.
- "Moral responsibility and social fiction" in T. Sugiman, K.J. Gergen, W. Wagner, Y. Yamada (Eds), Meaning in Action. Constructions, Narratives, and Representations, Springer, 2008.
- 「近代という物語　人の絆は合理的に構築できるか」、宇野重規編『つながる　社会的紐帯と政治学』風行社、2010年。
- "Crime et châtiment: péché originel de la société humaine" in S. Delouvée, P. Rateau, M.-L. Rouquette (Eds), Les peurs collectives. Perspectives psychosociales, Erès, 2013.
- 「窓際族の矜持」、『私の「貧乏物語」　これからの希望をみつけるために』岩波書店、2016年。